# Бандаранаике, Соломон
Соломон Уэст Риджуэй Диас Бандаранаике (англ. Solomon West Ridgeway Dias Bandaranaike, синг. සොලමන් වෙස්ට් රිජ්වේ ඩයස් බණ්ඩාරනායක, там. சாலமன் வெஸ்ட் ரிட்ஜ்வே டயஸ் பண்டாரநாயக்கா; 8 января 1899 — 26 сентября 1959) — премьер-министр Цейлона (ныне Шри-Ланка) с 1956 по 1959 год.

## Биография
Родился 8 января 1899 года в Коломбо. Учился в местном колледже, а затем в Оксфордском университете, по образованию юрист. Политическую деятельность начал в 1925 году, занимал различные посты в колониальной администрации. С 1947 по 1951 год был министром здравоохранения, с 1956 года — премьер-министр.
Во внешней политике Бандаранаике руководствовался принципами неприсоединения к блокам США и СССР, во внутренней политике — буддийско-сингальским национализмом, лишив английский и тамильский языки статуса государственных. Вскоре он пошёл на компромисс и разрешил тамилам использовать свой язык в сфере коммерции. Это вызвало гнев этнических сингальцев. 25 сентября 1959 года буддийский монах Талдуве Сомарама тяжело ранил из револьвера 60-летнего премьер-министра. На следующий день от полученных ранений Соломон Бандаранаике умер.
Похоронен в родовом имении Хуракулла, недалеко от Коломбо.

## Память
Международный аэропорт Коломбо носит имя Соломона Бандаранаике.